# Марцелин (папа)
Вижте пояснителната страница за други личности с името Марцелин.
Марцелин е римски папа от 296 г. вероятно до 304 г.
Според Liberian Catalogue той е епископ на Рим 8 години, 3 месеца и 25 дни, което значи че става папа на 30 юни 296 г.
Според Liber Pontificalis, Марцелин е погребан на 26 април, 304, в гробищата на Присцила на Виа Салария, 25 дни след мъченическата му смърт. Liberian Catalogue посочва датата 25 октомври. Мъченията също не се установени със сигурност. По време на неговия понтификат Армения става първата християнска нация през 301 г.